# Bogumił Godfrejów
Bogumił Godfrejów (ur. 11 czerwca 1976 w Krakowie) – polski operator filmowy.

## Życiorys
Ukończył liceum sztuk pięknych w Krakowie i Wydział Operatorski PWSFTviT w Łodzi (dyplom w roku 1999). Współpracował m.in. z: Sławomirem Fabickim, Hansem-Christianem Schmidem, Maurusem vom Scheidt, Grzegorzem Packiem, Jackiem Filipiakiem, Christophem Starkiem, Jurisem Kursietisem, Barbarą Albert, Denijalem Hasanovićem, Natalią Beristain, Armaganem Ballantyne'm, Ozanem Aciktanem, Janem Komasą, Borysem Lankoszem. Mieszka w Krakowie.

## Filmografia (jako autor zdjęć)
- Claire (1999) – etiuda, reż. M. Fazlejew – Złota Kijanka na VII Międzynarodowym Festiwalu Sztuki Autorów Zdjęć Filmowych Camerimage w Toruniu
- Kręgi snu (2000) – etiuda, reż. M. Fazlejew – Złota Kijanka na VIII Międzynarodowym Festiwalu Sztuki Autorów Zdjęć Filmowych Camerimage w Toruniu
- Męska sprawa (2001) – etiuda, reż. Sławomir Fabicki – nominacja do Oscara
- Światła (2003) – reż. Hans-Christian Schmid – nominacja do Felixa (Europejskiej Nagrody Filmowej) w kategorii najlepszy operator filmowy 2003 r. (Berlin), Brązowa Kamera na XXIV „Międzynarodowym Festiwalu Operatorów Filmowych „Braci Manaki” w Bitoli (Macedonia)
- Zerwany (2003) – reż. Jacek Filipiak
- Wie Licht Schmeckt (2005) – reż. Maurus vom Scheidt
- Requiem (2005) – reż. Hans-Christian Schmid
- Z odzysku (2005) – reż. S. Fabicki
- Hi way (2006) – reż. Jacek Borusiński
- Środa, czwartek rano (2007) – reż. Grzegorz Pacek
- Burza(inne języki)(2009) – reż. Hans-Christian Schmid
- Tabu (2011) – o ostatnich latach życia Georga Trakla – reż. Christoph Stark
- Ci, którzy żyją i umierają (2012) – reż. Barbara Albert
- Modris (2014) – reż. Juris Kursietis
- Kochaj! (2016) – reż. Marta Plucińska
- Annemin Yarasi(inne języki) (2016)
- Opowieści z Meksyku (2016)
- Catalina (2017) – reż. Denijal Hasanović
- Pod powierzchnią (2018) – reż. Borys Lankosz
- Nosorożec (2021) - reż. Ołeh Sencow
- Delegacja (2023) - reż.  Asaf Saban
- Fenomen (2023)  – reż. Małgorzata Kowalczyk

W latach 2002–2011 zrealizował też kilka teledysków dla łódzkiego rapera O.S.T.R.-a, a w roku 2003 wraz ze Sławomirem Fabickim spektakl Teatru Telewizji „Łucja i jej dzieci” w oparciu o sztukę teatralną Marka Pruchniewskiego, za którą w roku 2004 otrzymał nagrodę za zdjęcia na Festiwalu Teatru Polskiego Radia i Teatru Telewizji Polskiej „Dwa Teatry” w Sopocie.
Współpracuje także jako reżyser światła z Teatrem Ludowym w Krakowie. W roku 2007 przygotował wizualizacje do sztuki Petra Zelenki „Opowieść o zwyczajnym szaleństwie” w reż. Andrzeja Celińskiego, w r. 2017 do sztuki Doroty Masłowskiej Dwoje biednych Rumunów mówiących po polsku w reż. Aleksandry Popławskiej.
Jest także autorem zdjęć do seriali: Spotkania, Kryminalni, Odwróceni, Ultraviolet.

## Nagrody
- 1999: Złota Kijanka, Camerimage: za zdjęcia do filmu Claire (PWSFTviT)
- 2000: Złota Kijanka: za zdjęcia do filmu Kręgi snu (PWSFTviT)
- 2003: Brązowa Kamera za film Światła: najlepsze zdjęcia (MFOF „Braci Manaki” (Bitoli))
- 2006: Złote Lwy za zdjęcia do Z odzysku (FPFF)

### Nominacje
- 2001: nominacja do Oscara za film Męska sprawa (wraz ze Sławomirem Fabickim)